# Chungsuk Wang
König Chungsuk Wang (koreanisch 충숙왕) (* 30. Juli 1294 in Kaesŏng, Königreich Goryeo; † 3. Mai 1339 in Kaesŏng, Goryeo) war während seiner Regierungszeit von 1313 bis 1330 und nach einer Unterbrechung von 1332 bis 1339 der 27. König des Goryeo-Reiches und der Goryeo-Dynastie (고려왕조) (918–1392).

## Leben
Chungsuk Wang war der zweitgeborene Sohn von König Chungseon Wang (충선왕) und seiner zweiten Frau Ui-Bi (의비), die zwar mongolischer Abstammung war, aber keiner königlichen Linie entsprang. Zu seiner Geburt bekam Chungsuk den Namen Wang Do (왕도) verliehen. König Chungsuk Wang war mit Königin Gongwon (공원), die dem mongolischen Namyang Hong Clan entstammte, verheiratet. Aus deren Ehe gingen zwei Söhne hervor. Sein erstgeborener Sohn folgte ihm als König Chunghye Wang (충혜왕) auf den Thron und sein zweitgeborener Sohn bestieg drei Herrschergenerationen später als König Gongmin Wang (공민왕) den Thron und wurde Goryeos 31. Thronfolger. König Chungsuk Wang hatte drei weitere Frauen, die den Status einer Prinzessin hatten, und eine weitere Dame des Hofes. Aus einer dieser Beziehung ging ein weiterer Sohn hervor, der am Hofe zum Prinzen ernannt wurde.
Chungsuk Wang wurde als Kronprinz von seinem Vater entsprechend den Auflagen nach dem verlorenen Krieg gegen die Mongolen zu Zeiten König Wonjongs (원종) und dem anschließend geschlossenen Friedensvertrag, zur Ausbildung an den mongolischen Königshof geschickt und dort vermählt. Wie schon zuvor sein Vater und Großvater, wurde er dort zum König von Shenyang (瀋陽市) ernannt und sollte von dort aus über Goryeo herrschen. Damit wollte sich das Mongolenreich die Kontrolle über Goryeo sichern, was aber zu Streitigkeiten um den Thron zwischen Wang Ko (왕고), einem Neffen von König Chungseon Wang sowie König Chunghye Wang (충혜왕) und ihm führte.
Nachdem Chungsuk Wang nach seines Vaters Tod im Jahr 1313 den Thron Goryeos bestieg, blieb er für fünf Jahre im Reich der Yuan-Dynastie, bevor er an seinen Hof zurückkehrte. Doch die Streitigkeiten in seiner Familie waren groß, was ihn letztendlich dazu bewog, den Thron im Jahr 1330 an seinen Sohn Chunghye Wang zu übergeben und zurück in das Mongolenreich zu gehen. Im Jahr 1332 wurde sein Sohn wieder abgesetzt und König Chungsuk Wang übernahm wieder die Regentschaft über das Goryeo-Reich.
König Chungsuk Wang verstarb im Mai 1339. Der Ort seines Grabes ist nicht bekannt.

## Unter der Kontrolle der Mongolen
Wie schon sein Vater und Großvater musste Chungsuk und alle Männer, angefangen vom König bis hinunter zu einfachen Bürgern im Gorgeo-Reich den mongolischen Haarstil tragen, bei dem das vordere Haar gänzlich entfernt wurde und am hinteren Teil des Kopfes ein geflochtener Zopf getragen wurde. Ebenso war es Pflicht mongolische Kleidung zu tragen, die mongolische Sprache zu sprechen und die jungen Prinzen des Hofes zur Ausbildung in das mongolische Reich zu senden.
Mit Chungseons Großvater begann auch die Pflicht der Könige Goryeos mongolische Namen zu verwenden. So wie für frühere Könige geschehen, durften nun ab 1274 die Silben jo (조) für Stammvater und jong (종) für Vorfahren, um einen posthumen „Tempelnamen“ für die Könige zu kreieren, nicht mehr verwendet werden. Stattdessen mussten die Namen der Könige mit dem Präfix chung (충) versehen werden, um damit den Geist der Loyalität gegenüber der Yuan-Dynastie auszudrücken. Den Zusatz wang (왕), als Zeichen für König, musste hinter dem Namen gesetzt werden.
Mit der Macht der Mongolen über das Goryeo-Reich waren dessen Könige für knapp 80 Jahre nicht mehr unabhängige Herrscher ihres Königreichs, sondern wurden als Schwiegersöhne fest in die Struktur der Yuan-Dynastie integriert. Dies änderte sich erst mit König Gongmin Wang (공민왕), der es schaffte, Goryeo von der Herrschaft der Mongolen zu befreien.